# Wayarikuré
Wayarikuré (Wayacule, Wayarikule, Oyarikulets), podpleme Tiriyó Indijanaca iz Brazila (na sjeveru države Pará) i Surinama. Jedan dio ih je možda svjestan svoga porijekla, ali više ne postoje kao posebna plemenska zajednica.
Spominje ih Protásio Frikel (1957) kao jednu od 6 'divljih Trio grupa', u koje je još ubrojio Akuriyó, Kukuyana, Pianoi, Tiriyometesen i Wama.. Navode se i kao podskupina plemena Akuriyo.